# Uwe Ackermann
Uwe Ackermann (* 12. September 1960 in Zwickau) ist ein deutscher Leichtathlet, der – für die DDR startend – Anfang der 1980er Jahre im 400-Meter-Hürdenlauf erfolgreich war. Bei den Europameisterschaften 1982 gewann er die Bronzemedaille in 48,64 s.
Uwe Ackermann gehörte dem Sportverein SC Karl-Marx-Stadt an und konnte 1982, 1987 sowie 1988 DDR-Meister in seiner Disziplin werden. Seine Bestzeit von 48,50 s stellte er 1982 auf. In seiner Wettkampfzeit war er 1,94 m groß und 83 kg schwer.